# Кардинал-префект
Кардинал-префект (лат. cardinalis prefectus) — название главы той или иной Дикастерии Римской курии. Начиная с XVI века префекты Римских Конгрегаций всегда состоят в сане кардинала, за редким исключением. Кардинал-префект всегда куриальный кардинал, то есть кардинал на службе в Римской курии. Также титул кардинала-префекта носит глава Верховного трибунала апостольской сигнатуры, если он в сане кардинала. Если руководитель не является кардиналом, то он называется про-префект, то есть исполняющий обязанности.
С февраля 2014 года глава Секретариата по делам экономики Святого Престола также носит титул кардинала-префекта. С августа 2016 года главы двух Дикастерий: Дикастерии по делам мирян, семьи и жизни и Дикастерии по содействию целостному человеческому развитию, также носят титул кардинала-префекта. С 5 июня 2022 года в соответствии с апостольской конституцией «Praedicate Evangelium» упразднены все конгрегации и папские советы и образовано шестнадцать дикастерий во главе которых стоят префекты, пятнадцать клириков и один мирянин.
Кардинал-префект несёт ответственность за все дела в рамках своей куриальной компетенции и за свои действия. Кардиналу-префекту помогает в управлении дикастерией секретарь, всегда в ранге титулярного архиепископа или епископа.
Главы других институтов Римской курии, таких, как Папские советы и Папские комиссии и комитеты, как правило, называются председателями, независимо от того, были ли они возведены в сан кардинала или нет. В управлении и исполнении своих служебных полномочий они имеют те же права и обязанности, что и кардиналы-префекты. Главу Апостольской пенитенциарии называют кардинал-пенитенциарий.

## Кардиналы-префекты
По состоянию на 8 мая 2025 года, в Римской курии служат следующие кардиналы-префекты:
- Лев XIV — (Дикастерия по евангелизации);
- Виктор Мануэль Фернандес — (Дикастерия доктрины веры);
- Конрад Краевский — (Дикастерия по служению благотворительности);
- Клаудио Гуджеротти — (Дикастерия по делам восточных церквей);
- Артур Роше — (Дикастерия богослужения и дисциплины таинств);
- Марчелло Семераро — (Дикастерия по канонизации святых);
- вакансия — (Дикастерия по делам епископов);
- Лазарус Ю Хын Сик — (Дикастерия по делам духовенства);
- Анхель Фернандес Артиме — (Дикастерия по делам институтов посвящённой жизни и обществ апостольской жизни, как про-префект);
  - монахиня Симона Брамбилла — (Дикастерия по делам институтов посвящённой жизни и обществ апостольской жизни, как префект);
- Кевин Фаррелл — (Дикастерия по делам мирян, семьи и жизни);
- Курт Кох — (Дикастерия по содействию христианскому единству);
- Джордж Джейкоб Кувакад — (Дикастерия по межрелигиозному диалогу);
- Жозе Толентину Мендонса — (Дикастерия культуры и образования);
- Майкл Черни — (Дикастерия по содействию целостному человеческому развитию);
  - архиепископ Филиппо Янноне — (Дикастерия по интерпретации законодательных текстов);
  - мирянин Паоло Руффини — (Дикастерия по делам коммуникаций).

- Доминик Мамберти — (Верховный трибунал апостольской сигнатуры);
  - мирянин доктор Максимино Кабальеро Ледо — (Секретариат по делам экономики Святого Престола);

Папа римский Бенедикт XVI до своего избрания являлся префектом Конгрегации доктрины веры.